# Taraxacum freticola
Taraxacum freticola — вид квіткових рослин з родини айстрових (Asteraceae). Вид зростає в Європі: Чехія, Данія, Німеччина, Польща; це багаторічна рослина помірних біомів.
Рослина ≈ 30 см заввишки, міцна. Листки випростані, світло-зелені, голі; ніжка листка зелена, рідше внутрішньо світло-рожева, ± безкрила; бічних часток листка 4(5) пар, трикутні, загострені, загнуті назад, верхній край цілокраїй, опуклий; кінцеві частки листка більші за бічні частки, стрілоподібні, звужені, притуплені. Обгортка оливково-зелена. Зовнішні приквітки зверху брудно-фіолетові, загнуті, 4–5 мм завширшки, без облямівки.